# Міжклітинний простір
Міжклітинний простір (МП; лат. Spatium intercellulare) — простір між клітинними мембранами в тканинах багатоклітинних організмів. Іншими словами, це простір поза клітинами, який заповнений тканинною рідиною і позаклітинним матриксом. Натомість простір всередині клітини називають внутрішньоклітинним простором.

## Властивості
Клітинна мембрана (а в рослин також і клітинна стінка) є бар'єром між двома клітинними просторами з дуже різними хімічними середовищами. У більшості організмів натрій-калієвий насос (Na+/K+-АТФаза) забезпечує високий рівень натрію і низький рівень калію поза клітинами. Серед іншого, це необхідно для збудливості клітини.
Міжклітинний простір поділяється на внутрішньосудинний простір (intravascular compartment; від лат. vas «судина»), який міститься всередині камер серця, кровоносних і лімфатичних судин, і позасудинний простір (extravascular compartment).
Міжклітинний простір містить метаболіти, іони, білки та багато інших речовин, які впливають на функціонування клітин. Наприклад, за допомогою міжклітинного простору нейромедіатори передаються від клітини до клітини, а гормони транспортуються до клітинних рецепторів. Інші активні поза клітиною білки — це травні ферменти.
Термін «міжклітинний» також використовується стосовно міжклітинної рідини, якої в організмі людини міститься близько 15 літрів. Трансцелюлярна рідина, яка входить до складу МП, міститься у плевральній, очеревинній та перикардіальній порожнинах, а також у спинномозковій рідині, задній камері ока, сечовивідних шляхах і травній системі.
Характер міжклітинного простору дуже впливає на міцність і гнучкість тканин, а також на транспортування води, поживних речовин і сигналів між клітинами.
- У тварин міжклітинний простір заповнений позаклітинним матриксом (або міжклітинною речовиною) та тканинною рідиною. Міжклітинні простори найменші в епітелії — близько 25 мкм завширшки і займають більшу частину об'єму сполучної тканини.

- У рослин і грибів значну частину міжклітинного простору складають клітинні стінки. Заповнені повітрям простори, які виникають між клітинами, називають міжклітинниками. Сукупність позаклітинних просторів у рослині називається апопластом.